# سا ساسوكا (فلم)
فيلم سا ساسوكا Sa Sasucha هو فيلم هندي عام  فيلم هندي بلغة المهاراتية من إخراج كيشور باندورانج بيليكار وبطولة سونالي كولكارني 

## قصة الفيلم
كارتيك رجل أعمال ذو تفكير حديث بينما زوجته أشويني مؤمنة بالخرافات وتؤمن بفاستو ششترا أنهم غير قادرين على إنجاب طفل ويواجهون غضب والده، وينصحهم عالم المنجم شيامسند بهدم منزلهم القديم لأن هذا هو سبب ذلك. غير قادر على الحمل. يحتوي المنزل القديم على لوحة ضخمة لوالدة كارتيك التي توفيت بعد ولادتها بفترة وجيزة، وللكارتيك ووالده ذكريات مع المنزل القديم واللوحة جزء مهم في حياتهم، إلا أن أشويني يواجه أنشطة خارقة ويقرر اكتشاف السر.

## الشخصيات
- فيناي أبتي في دور والد كارتيك
- أرون بادسافل
- سونيل بارفي في دور كارتيك
- راجيش بوسل
- شوبانجى جوخال بدور والدة كارتيك (ساسو)
- اومكار كارفي
- Yatin Karyekar بدور Shyamsunder
- سونالي كولكارني بدور اشويني
- فيمال ماتري [7][8]
- كامليش ساوانت

## روابط خارجية
سا ساسوكا  في قاعدة بيانات الأفلام على الإنترنت (بالإنجليزية)